# Percy Jackson y los dioses griegos
Percy Jackson y los dioses griegos es una colección de cuentos cortos relacionados con la serie de libros Percy Jackson y los dioses del Olimpo.

## Desarrollo
El 21 de abril de 2013, Rick Riordan anunció en su cuenta oficial de Twitter que estaba escribiendo un nuevo libro basado en las historias de la Mitología griega desde el punto de vista de Percy Jackson. Tiempo después lo confirmó en su blog personal. Mientras estaba en la gira promocional del libro La casa de Hades de Rick Riordan, también reveló que el libro tendría 450 páginas, con ilustraciones a lo largo de todo el libro. El libro fue lanzado el 7 de agosto de 2014. John Rocoo, el ilustrador del libro anunció que habría 6 ilustraciones a todo color, hechos por él en el libro y dio un previo de una de las ilustraciones, mostrando a Hades raptando a Perséfone.

## Argumento
Percy Jackson añade su magia y sarcasmo a los clásicos. Explica cómo fue creado el mundo, y luego le da a los lectores su visión personal sobre quién es quién de los antiguos dioses desde Hestia a Dionisio.

## Publicación
El libro fue publicado el 7 de agosto de 2014, en los Estados Unidos.
En España se publicó en 2015, bajo el sello de la Editorial Salamandra.